# Club Balonmano Villa de Aranda
Il Club Balonmano Villa de Aranda è una squadra di pallamano spagnola avente sede a Aranda de Duero.

È stata fondata nel 2000.

Disputa le proprie gare interne presso il Polideportivo Príncipe de Asturias di Aranda de Duero il quale ha una capienza di 2.800 spettatori.